# 高橋ゆづき
高橋 ゆづき（たかはし ゆづき、1987年5月20日 - ）は、日本の起業家・実業家・経営者。女優でもある。岐阜県出身。本名は「高橋祐月」。
OneAsia（ワンエイジア）株式会社のCEO。
Yz合同会社代表。
一般社団法人ティーンエイジャービジネス協会理事。

## 人物
NHK朝の連続テレビ小説『すずらん』で300人の中から選ばれ女優デビュー。
TBS系列『キッズ・ウォー3』では、井上真央と戦ういじめっ子役で注目を集め、高校を入学すると同時に単身上京。
当時イエローキャブに所属。
その後もドラマ、映画、舞台、グラビアなど芸能界で活動する。
プライベートでは20代で結婚・出産・離婚を経験している。
芸能活動と並行して海外ビジネスを行い、未来の可能性を秘めた活気あるアジアの魅力に惹かれ、OneAsia株式会社を設立。
主に、東南アジアでのビジネスに注力するとともに、海外を視野に入れて事業展開。
ビジネスの発展を図る中小企業の経営者へ、再現性のある素晴らしいビジネスモデルやコンテンツを持つ人を世に広めるプロモーション事業もしている。
また、実業ではオーナーとして、自立支援を目的とした、障がい者さんのGHや訪問看護の福祉事業、農業事業を。
2022年には、一般社団法人ティーンエイジャービジネス協会の理事に就任し、
子どもたちにビジネスやマネーを教える教育事業をしている。
二児の母でもありながら、女性経営者として国内・アジアを飛び回るタフでパワフルな生き方をしている日本の女性経営者。
2019年9月に出版された初となる書籍『笑いながら稼ぐ女』はAmazon経済学ランキング１位を獲得している。

## 出演

### テレビドラマ
- 連続テレビ小説 すずらん（1999年4月5日 - 10月2日、NHK） - 池田しの 役
- キッズ・ウォー3 〜ざけんなよ〜（2001年7月30日 - 9月28日、CBC） - 村野眞弓 役
- どっちがどっち!（2002年10月5日 - 12月28日、NHK教育） - 早見マリ子 役
- 天使みたい（2003年7月5日 - 9月20日、NHK教育） - 夏目渚 役
- ダムド・ファイル シーズンII file No.0019「人形 常滑市」（2003年12月5日、メ〜テレ） - 浜田祥子 役

他多数

### テレビCM
- 野田塾
- プライム 『ナールボディデザイン』『ナールフェイスデザイン』
- Ameba 『アメーバピグ』
- 花王 『花王石鹸ホワイト』名古屋編
- 岐阜県都市整備協会
- 赤から
- パチンコ玉越

他多数

### 舞台
- 舟木一夫座長『銭形平次』（新橋演舞場）お袖役
- 里見浩太朗座長『水戸黄門』（明治座・御園座）お梅役
- 林与一座長『忠臣蔵』（銀座博品館）お菊役
- 『オサエロ』（Air studio）主演・夏子役
- 『GO!JET!GO!GO!（1.2）』（Air studio）主演・早紀役

他多数

### バラエティー・情報番組
- 『コンコルド ダブルシックスハンター』（テレビ愛知）レギュラー
- 『第44回新春かくし芸大会“千手観音”』（フジテレビ）
- 『AKiBAッテキ!!』（スカパー）
- 『食卓の秘密』（中京テレビ）
- 『キャッチ!“親子に優しいお店”』（中京テレビ）

### スチール
- 『411』pimp codeジュエリーモデル（表開き2P）
- 『カスタムカー』
- 『東京スター銀行』イメージガール（雑誌広告、吊り広告）
- 『サイゾー』表紙、特集6P
- 『ヤングマガジン』
- 『ゴルフダイジェスト』
- 『アクティー』
- 『モリトー』
- 『週刊現代』（5P）
- 『アサヒ芸能』

他多数

### イベントMC
- 『フォトイメージングエキスポ』Kenkoブース（東京ビッグサイト）
- 日本ビール株式会社主催『Miller sound crash JAPAN FINAL EDM バトルDJ』（ELE TOKYO）
- 日本ビール株式会社主催『チリビール イベント』（渋谷モディ）

### 映画
- 『腐女子彼女。』
- 『ぬくもりの内側』（2023年公開 厚生労働省推薦、イオンエンターテイメント）
- 『風が通り抜ける道』（2024年公開、イオンエンターテイメント）

### シネアド
- 『岐阜県虐待防止』

### ネット配信
- ショートムービー『白の記憶』（佃島明彦監督）主演・美佐子役
- 『misty』写真集（フレッシュアダルティ編）（昼と夜のリアリティ編）

## 作品

### イメージDVD
- 『祐月』（2006年2月28日発売）
- 『卒業 Graduation～そしてオトナへ～』（2006年6月30日発売）

### 書籍
- 笑いながら稼ぐ女〜アジアビジネスでミリオネアになった元グラビアアイドルの逆襲〜（かざひの文庫）（2019年8月30日発売）